# Nico Tromp
Nico Tromp (Haarlem, 1930 – aldaar, 18 december 2003) was een Nederlands honkballer.
Tromp maakte van 1958 tot 1960 deel uit van het Nederlands honkbalteam en speelde negen interlands als catcher met het team. Hij speelde in de Nederlandse hoofdklasse voor de Amsterdamse vereniging OVVO en voor het Haarlemse EHS.